# Attentat de Touchino
 (avril 2022).
L'attentat de Touchino est une attaque terroriste survenue le 5 juillet 2003 à l'aérodrome de Touchino (en) à Moscou, en Russie, ayant fait 15 morts et jusqu'à 60 blessés.

## Contexte
L'attentat à la bombe de Touchino faisait partie d'une série d'attentats-suicides en Russie qui s'étaient produits au cours des quatre mois précédents, tuant 165 personnes au total, dans le contexte de la seconde guerre de Tchétchénie.

## Attentat
Selon la version officielle, deux shahidka (en) tchétchènes (femmes kamikazes musulmanes) ont commis des attentats-suicides à l'entrée d'un festival de rock appelé Krylya (russe : Крылья) qui se tenait sur l'aérodrome de Touchino au nord-ouest de Moscou. Le premier kamikaze, Zulikhan Elikhadzhiyeva, 20 ans, a fait exploser sa bombe qui n'a explosé que partiellement, ne tuant qu'elle-même. À quelques mètres seulement de l'endroit où Elikhadzhiyeva avait explosé, Zinaida Aliyeva, 26 ans, a fait exploser ses explosifs 15 minutes plus tard, tuant 11 personnes sur place et au moins 60 personnes ont été blessées, dont quatre sont décédées plus tard à l'hôpital. Les autorités russes ont déclaré que si les kamikazes avaient pu entrer dans l'aérodrome, les pertes auraient été considérablement plus élevées. Ils ont ouvert une enquête criminelle sur l'attaque.